# 亚铬酸钠
亚铬酸钠是一种无机化合物，化学式为NaCrO2。它在水中以四羟基合铬(III)酸钠（Na[Cr(OH)4]）的形式存在。

## 制备
亚铬酸钠可由三氧化二铬或氢氧化铬与氢氧化钠反应得到。

## 化学性质
亚铬酸钠在沸水中完全水解：
NaCrO2 + 2 H2O(沸水) → Cr(OH)3 + NaOH
亚铬酸钠在碱性条件下有显著的还原性：
2 NaCrO2 + 3 Br2 + 8 NaOH → 2 Na2CrO4 + 6 NaBr + 4 H2O
2 NaCrO2 + 3 H2O2 + 2 NaOH → 2 Na2CrO4 + 4 H2O
2 NaCrO2 + 3 Na2O2 + 2 H2O → 2 Na2CrO4 + 4 NaOH
2 NaCrO2 + 3 NaClO + 2 NaOH → 2 Na2CrO4 + 3 NaCl + H2O